# Marc Lemaître
Marc Lemaître (* 1973) ist ein luxemburgischer EU-Beamter und leitet seit 2023 die Generaldirektion Forschung und Innovation (RTD).

## Leben und Wirken
Marc Lemaître studierte von 1991 bis 1995 an der Freien Universität Brüssel Wirtschaftswissenschaften mit Lizenziat und erwarb anschließend einen Master in europäischer Wirtschaft am Brüsseler Collège d’Europe.
Lemaître trat 1999 in den Dienst des luxemburgischen Außenministeriums. Bis 2006 bekleidete er verschiedene Positionen in der luxemburgischen Vertretung bei der EU. Nach kurzer interner Tätigkeit für das luxemburgische Außenministerium wechselte er 2007 zur Europäischen Kommission. Dort war er von 2007 bis 2010 Kabinettschef im Kommissariat für Regionalpolitik, zunächst unter Paweł Samecki bis 2009, dann unter Danuta Hübner. Anschließend kam er in gleicher Position in das Haushalts- und Finanzplanungsressort. Von 2011 bis August 2016 war er Direktor im Amt für die Feststellung und Abwicklung individueller Ansprüche (PMO), bevor er im September 2016 als Nachfolger von Walter Deffaa die Leitung der Generaldirektion für Regionalpolitik und Stadtentwicklung übernahm. Er wechselte im Februar 2023 an die Spitze der Generaldirektion RTD.